# Espacio de batalla
Espacio de batalla es una estrategia unificada para integrar y combinar las fuerzas armadas para el teatro de operaciones militar, incluyendo el aire, información, tierra, mar y espacio. Incluye el entorno, los factores y condiciones que deben ser comprendidos para poder aplicar con éxito el poder de combate, proteger a la fuerza o completar la misión. Esto incluye a las fuerzas amigas y enemigas; instalaciones; tiempo atmosférico; terreno y el espectro electromagnético dentro de las áreas de operaciones y las áreas de interés.

## Comprensión del espacio de batalla
La comprensión del espacio de batalla es el conocimiento y comprensión del entorno del área operacional, los factores y condiciones, incluyendo el estatus de las fuerzas amigas y adversarias, los neutrales y los no combatientes, el tiempo atmosférico y el terreno, que posibilita una valoración segura, comprensiva, relevante y a tiempo para conseguir aplicar con éxito el poder de combate, proteger a la fuerza y/o completar la misión.

## Digitalización del espacio de batalla
La digitalización del espacio de batalla está diseñada para mejorar la efectividad de las operaciones militares mediante las plataformas de armas integradas, redes de sensores, mando y control ubícuos, inteligencia y operaciones centradas en una red. Esta doctrina militar refleja que en el futuro, las operaciones militares se fusionarán en operaciones conjuntas, en vez de tener lugar en espacios de batalla separados, bajo el dominio de servicios armados individuales.

## Preparación de la inteligencia del espacio de batalla

### Preparación de la inteligencia del espacio de batalla
La preparación de la inteligencia del espacio de batalla es un método analítico empleado para reducir las incertidumbres que conciernen al enemigo, entorno y el terreno para todos los tipos de operaciones. La preparación de la inteligencia del espacio de batalla crea una base de datos extensa para cada área potencial en la que una unidad puede que tenga que operar. La base de datos se analiza entonces en detalle para determinar el impacto sobre las operaciones del enemigo, del entorno y del terreno, y presentarlo de una manera gráfica. La preparación de la inteligencia del espacio de batalla es un proceso continuo.

### Preparación de la inteligencia conjunta del espacio de batalla
La preparación de la inteligencia conjunta del espacio de batalla es el proceso analítico que usan las organizaciones de inteligencia conjuntas para producir valoraciones de inteligencia, estimaciones y otros productos de inteligencia para apoyar el proceso de toma de decisiones del comandante de la fuerza conjunta. Es un proceso continuo que incluye la definición del entorno del espacio de batalla total; la descripción de los efectos del espacio de batalla; la evaluación del adversario; determinar y describir los cursos de acción del adversario potencial. El procesa se usa para analizar las dimensiones aérea, terrestre, marítima, espacial, electromagnética, del ciberespacio y humanas del entorno y para determinar las capacidades del oponente para operar en cada una de ellas. La preparación de la inteligencia conjunta del espacio de batalla usa la fuerza conjunta y el personal que compone el mando para preparar sus estimaciones y también se aplican durante el análisis y selección de cursos de acción amistosos.

## Formación del espacio de batalla
La formación del espacio de batalla es la doctrina militar para la eliminación de la capacidad de lucha del enemigo de una manera coherente antes de emplear y usar fuerzas en operaciones decisivas.

## Más lecturas
- Blackmore, T. (2005). War X: Human Extensions in Battlespace. University of Toronto Press. ISBN 0-8020-8791-4
- Owens, W. (2002). Dominant Battlespace Knowledge. University Press of the Pacific. ISBN 1-4102-0413-8